# 烏克森島
烏克森島（英語：Uksen Island）是南極洲的島嶼，位於麥克羅伯特森地，處於蒂利冰原島峰東北面6公里，根據挪威探險隊拍攝的空中照片繪入地圖，現時由南極條約體系管理。